# Гран-прі Львова 1930

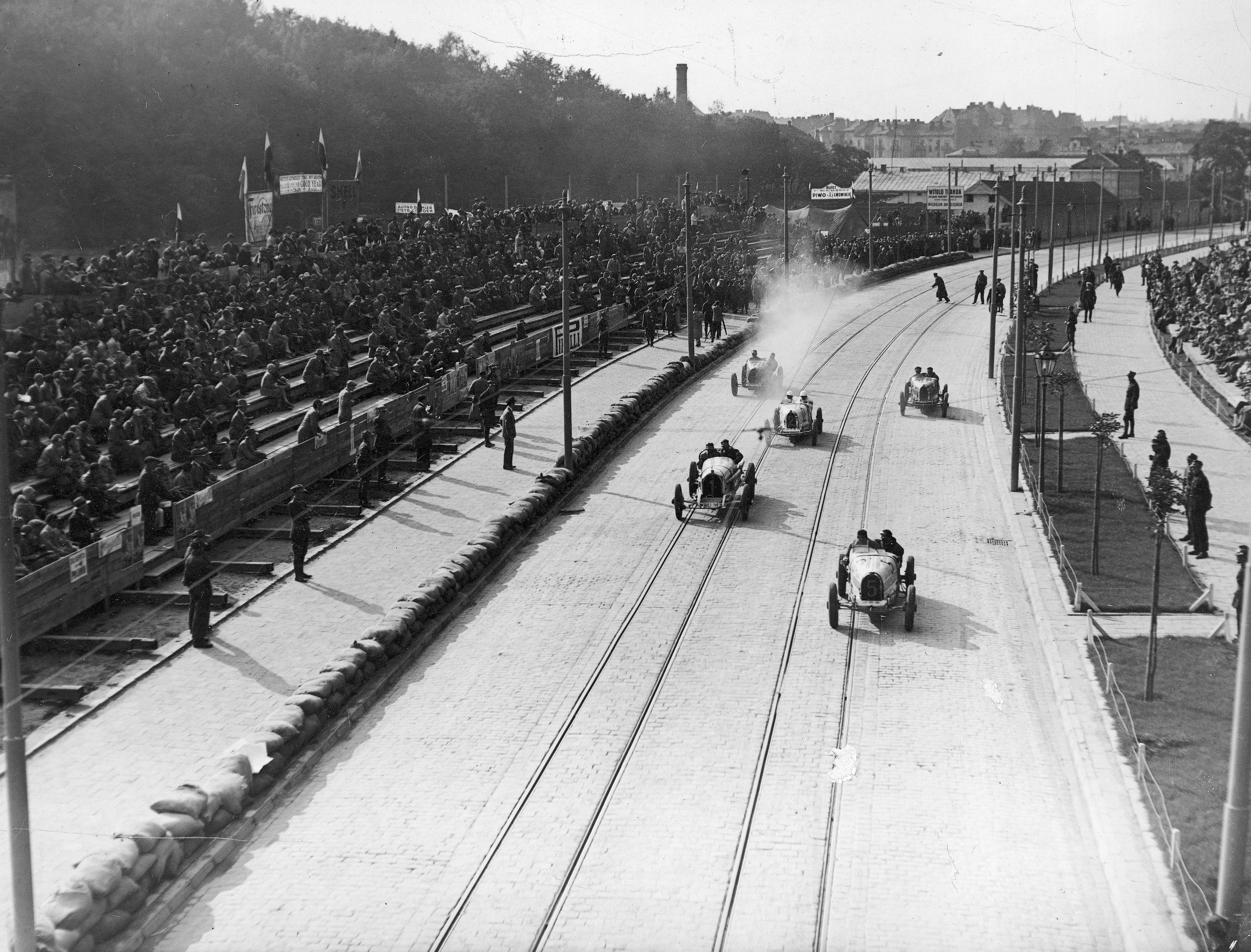
Гран-прі Львова 1930

Гран-прі Львова 1930 — перші автоперегони на території Польщі, організовані Автомобільним клубом «Малопольська», які відбулися 8 вересня 1930 року на вуличній трасі «Львівський трикутник», перший Гран-прі Львова. У перегонах брали участь лише поляки.

## Перегони
| Поз.                                       | № | Пілот               | Автомобіль         | Кола | Час/Відставання | Старт |
| ------------------------------------------ | - | ------------------- | ------------------ | ---- | --------------- | ----- |
| 1                                          | 1 | Генрик Ліефельд     | Austro Daimler ADR | 17   | 38:12,70        | ?     |
| 2                                          | 5 | Маурици Потоцкі     | Bugatti 35B        | 17   | 38:26,25        | ?     |
| 3                                          | 2 | Ян Ріппер           | Bugatti 37A        | 17   | 42:07,60        | ?     |
| 4                                          | 3 | Франчішек Мичельскі | Bugatti 37A        | 17   | 43:29,87        | ?     |
| Некласифіковані                            |   |                     |                    |      |                 |       |
| Схід                                       | 4 | Антоні Хеллер       | Bugatti 35B        | 7    | аварія          | ?     |
| Найшвидше коло: Генрик Ліефельд (2:12,100) |   |                     |                    |      |                 |       |
| Джерело:                                   |   |                     |                    |      |                 |       |